# 阔基对囊蕨
阔基对囊蕨（学名：Deparia pseudoconilii）也称阔基假蹄盖蕨，为蹄盖蕨科对囊蕨属下的一个植物种。